# Chiesa di Santa Maria della Pace (Chiusi)
La chiesa di Santa Maria della Pace si trova in località Chiusi Scalo, nel comune di Chiusi, in provincia di Siena.

## Storia e descrizione
La chiesa fu costruita nel 1925 in stile neogotico nei pressi dello scalo ferroviario.
Il prospetto presenta un grande portale cuspidato. L'interno è ad unica grande navata con sei ampi finestroni per parte concluso da transetto e presbiterio.